# アリム・ガダノフ
アリム・ガダノフ（Alim Gadanov 1983年10月20日- ）はロシアのカバルダ・バルカル共和国出身の柔道選手。階級は66kg級。身長165cm

## 人物
2005年のU23ヨーロッパ選手権66kg級で2位になった。2007年にはプレオリンピックで優勝した。2008年のヨーロッパ選手権では3位だったが、北京オリンピックでは準々決勝でフランスのバンジャマン・ダルベレに大内刈で敗れると、その後の3位決定戦でもキューバのヨルダニス・アレンシビアに有効で敗れて5位に終わった。世界団体では3位だった。2009年にはヨーロッパ選手権で再び3位になると、グランドスラム・リオデジャネイロでは優勝を飾った。しかし、世界選手権では5位にとどまった。2010年には世界ランク上位選手が集まるワールドマスターズで2位になると、グランドスラム・リオデジャネイロでは2連覇を達成した。2011年にはヨーロッパ選手権で3位になると、グランドスラム・モスクワで優勝した。2012年にはヨーロッパ選手権で優勝するなどして世界ランク1位となるも、世界ランク2位のライバルであるムサ・モグシコフがロンドンオリンピック代表に選ばれた(モグシコフはオリンピックでは初戦で敗れた)。2013年には世界団体で2位となると、グランプリ・青島では3度目の優勝を飾った。2014年の世界団体でも2位となった。その後は73kg級に階級を上げると、パンナムオープン・サンティアゴとヨーロッパオープン・マドリードで2位に入った。

## 主な戦績
66kg級での戦績
- 2005年 - ハンガリー国際　2位
- 2005年 - U23ヨーロッパ選手権　2位
- 2007年 - ロシア国際　3位
- 2007年 - オランダ国際　優勝
- 2007年 - プレオリンピック　優勝
- 2008年 - フランス国際　3位
- 2008年 - ヨーロッパ選手権　3位
- 2008年 - 北京オリンピック　5位
- 2008年 - 世界団体　3位
- 2009年 - ヨーロッパ選手権　3位
- 2009年 - グランドスラム・リオデジャネイロ　優勝
- 2009年 - 世界選手権　5位
- 2010年 - ワールドマスターズ　2位
- 2010年 - グランドスラム・リオデジャネイロ　優勝
- 2010年 - グランドスラム・モスクワ　3位
- 2010年 - 世界選手権　7位
- 2010年 - グランプリ・アブダビ　2位
- 2010年 - グランプリ・青島　優勝
- 2011年 - ワールドマスターズ　5位
- 2011年 - ヨーロッパ選手権　3位
- 2011年 - グランドスラム・モスクワ　優勝
- 2011年 - グランプリ・青島　優勝
- 2012年 - ワールドマスターズ　5位
- 2012年 - ヨーロッパ選手権　優勝
- 2012年 - ワールドカップ・リスボン　優勝
- 2013年 - パンナムオープン・ブエノスアイレス　優勝
- 2013年 - 世界団体　2位
- 2013年 - グランプリ・青島　優勝
- 2013年 - グランプリ・アブダビ　3位
- 2014年 - グランプリ・デュッセルドルフ　3位
- 2014年 - グランプリ・トビリシ　3位
- 2014年 - グランプリ・ハバナ　3位
- 2014年 - 世界団体　2位
- 2014年 - グランプリ・ザグレブ　2位

73kg級での戦績
- 2015年 - パンナムオープン・サンティアゴ　2位
- 2016年 - ヨーロッパオープン・マドリード　2位
- 2016年 - グランドスラム・チュメニ 3位

(出典、JudoInside.com)。